# Albert Parisis
Albert Marie Joseph Mathieu Parisis (Verviers, 5 oktober 1910 - 10 juni 1992) was een Belgisch politicus en minister voor de PSC.

## Levensloop
Parisis was het vierde kind van Nicolas Parisis en Elise Derriks. Na humaniorastudies aan het Collège Saint François-Xavier in Verviers, promoveerde hij in 1933 tot doctor in de rechten en in 1934 tot licentiaat in de politieke wetenschappen en de wijsbegeerte aan de Universiteit Luik. Hij vestigde zich als advocaat in Verviers en was tevens plaatsvervangend rechter en vrederechter in het kanton Aubel. In 1939 trouwde hij en het echtpaar kreeg een dochter. Ook was hij van 1945 tot 1953 assistent, van 1953 tot 1975 docent en van 1975 tot aan zijn emeritaat in 1980 hoogleraar aan de Universiteit Luik.
Van 1933 tot 1938 was Parisis voorzitter van de Association Catholique de la Jeunesse Belge (ACJB) van het arrondissement Verviers en was vervolgens van 1938 tot 1939 nationaal ondervoorzitter van ACJB. Na de Tweede Wereldoorlog werd hij politiek actief voor de PSC. Voor deze partij werd hij in 1946 verkozen tot lid van de Kamer van volksvertegenwoordigers voor het arrondissement Verviers, een mandaat dat hij uitoefende tot in 1977. In de Kamer was hij onder meer actief in de commissies Begroting, Financiën, Wederopbouw, Koloniën, Algemene Zaken, Pensioenen, Buitenlandse Zaken, Buitenlandse Handel Verkeerswezen, Cultuur, Nationale Opvoeding en Grondwetsherziening.
Van 1965 tot 1968 was hij partijvoorzitter van de PSC, in die tijd de Waalse vleugel van de unitaire CVP-PSC. Daarna was hij van 1968 tot 1972 minister van Franse Cultuur in de Regering-G. Eyskens IV. In die periode werd de splitsing van de Katholieke Universiteit Leuven beslist en de inplanting van de Franstalige universiteit in de nieuwe te bouwen stad, Louvain-la-Neuve. Van 1974 tot 1977 was hij ondervoorzitter van de Kamer. Bovendien was Parisis lid van de Belgische delegatie van de Algemene Vergadering van de Verenigde Naties.

## Publicaties
- Budget, trésor, monnaie. Les fonctions de Ministre des Finances en Belgique, Brussel, 1953.
- Les finances communales et urbaines au Congo belge, 1960.
- Science des finances publiques, Luik, 1965-1965.